# Pedro Carvalho
Pour les articles homonymes, voir Carvalho.
Pedro Carvalho, né le 29 juin 1984 à Lisbonne, est un joueur de rugby à XV portugais. Il joue avec l'équipe du Portugal depuis 2004, évoluant au poste d'ailier. Il mesure 1,85 m et pèse 90 kg.

## Clubs
- 2006-2007 : GD Direito

## Statistiques en équipe du Portugal
(au 10 septembre 2007)
- 23 sélections avec le Portugal
- 20 points (4 essais)
- 1er test match le 30 octobre 2004 contre le Chili
- Sélections par année :  en 2004, en 2005,   en 2006,   en 2007.
- Coupe du monde :
  - 2007 : 2 matchs, 5 points (1 essai contre l'équipe d'Écosse)

## Palmarès
- Finaliste du Championnat du Portugal de rugby à XV 2006-2007